# Enoplotrupes latus
Enoplotrupes latus is een keversoort uit de familie mesttorren (Geotrupidae). De wetenschappelijke naam van de soort werd in 1909 gepubliceerd door Antoine Boucomont.